# Departamento de Paso de Indios
Departamento de Paso de Indios är en kommun i Argentina.   Den ligger i provinsen Chubut, i den södra delen av landet, 1 400 km sydväst om huvudstaden Buenos Aires. Antalet invånare är 1 905.
Omgivningarna runt Departamento de Paso de Indios är i huvudsak ett öppet busklandskap. Trakten runt Departamento de Paso de Indios är nära nog obefolkad, med mindre än två invånare per kvadratkilometer.